# اندیس ده نمک
ده نمک یک اندیس غیرفلزی است که در حوالی شهر کهن آباد استان سمنان قرار دارد و مادهٔ معدنی موجود در آن، سلستین است.  